# Keisuke Tao
Keisuke Tao (japanisch 田尾 佳祐 Tao Keisuke; * 18. November 2003 in der Präfektur Ehime) ist ein japanischer Fußballspieler.

## Karriere
Keisuke Tao erlernte das Fußballspielen in der Jugendmannschaft von Kamatamare Sanuki. Hier unterschrieb er am 1. Februar 2022 auch seinen ersten Profivertrag. Der Verein aus Takamatsu, einer Stadt in der Präfektur Kagawa, spielte in der dritten japanischen Liga. Sein Drittligadebüt gab Keisuke Tao am 12. Juni 2022 (12. Spieltag) im Heimspiel gegen den Iwaki FC. Bei der 1:2-Heimniederlage stand er in der Startelf und wurde in der 75. Minute gegen Taiyō Shimokawa ausgewechselt. In seiner ersten Profisaison stand er 17-mal für Sanuki auf dem Spielfeld.